# Ferdows
För andra betydelser, se Ferdows (olika betydelser).
Ferdows (persiska: فردوس ) är en stad i östra Iran. Den ligger i provinsen Sydkhorasan och har cirka 30 000 invånare. Staden är administrativt centrum i delprovinsen (shahrestan) Ferdows.
Det ligger källor med varmt, salthaltigt vatten (mineralvatten) ungefär 20 kilometer norr om staden, vilket drar både inhemska och utländska besökare till området.